# Koozå
Kooza é um espetáculo de 2008 do circo Cirque du Soleil, que conta a história de um personagem ingênuo chamado "The Innocent" (O Inocente) em sua jornada pelo mundo do circo, explorando temas de busca de identidade e descoberta.

## Sobre
Kooza é um retorno às origens: combina duas tradições de circo-acrobático que é perfomarce e arte de palhaços e destaca as demandas físicas de uma apresentação humana em todo seu esplendor e fragilidade.
O espetáculo foi escrito e dirigido por David Shiner, que já havia trabalhado como palhaço na produção de Nouvelle Expérience do Cirque du Soleil. Sua experiência como palhaço e seu trabalho anterior com o Circus Knie da Suíça e com o Circus Roncalli da Alemanha, informaram seu trabalho sobre  Koozå .

### Enredo
Kooza" é uma jornada emocionante que se concentra em um personagem chamado "The Innocent" (O Inocente). A história começa quando ele é sugado para dentro de um mundo mágico e misterioso por um diabo trapaceiro chamado "The Trickster" (O Trapaceiro). O Inocente é lançado em um circo repleto de personagens peculiares e artistas incrivelmente talentosos.
Ao longo da trama, o Inocente busca desvendar os mistérios do circo e descobrir sua própria identidade. Ele encontra uma série de personagens intrigantes, como a bela e enigmática "Gypsy" (Cigana), que o guia em sua jornada. Além disso, há uma variedade de números circenses espetaculares, incluindo acrobatas, contorcionistas, trapezistas e palhaços, todos realizados por artistas incríveis.
Conforme a história avança, The Innocent enfrenta desafios e tentações, muitas vezes instigados pelo Trickster, que representa a sombra do circo e tenta desviá-lo de seu caminho. No entanto, a busca por sua verdadeira identidade e o desejo de desvendar os segredos do circo o mantêm determinado.

## Atos
- Opening
- Charivari
- Contortion
- Solo Trapeze
- Duo Unicycle
- Clown
- High Wire

Intervalo
- Skeleton Dance
- Wheel Of Death
- Hand-to-Hand
- Hoops Manipulation
- Balancing On Chairs
- Teeterboard
- Final

## Música
- 1.  Kooza Dance (Skeleton Dance)
- 2.  Superstar I (Juggling)
- 3.  L'Innocent (Charivari/Finale)
- 4.  Royaume (Charivari)
- 5.  Junoon (Cortotion)
- 6.  Alambre Alto (HighWire)
- 7.  16- Papillon (Solo Trapeze)
- 8.  Pearl (Unicycle Duo)
- 9.  Cabaret Satã (Unicycle Duo)
- 10. Aankh Micholi (Clown Act)
- 11. Diables (Wheel Of Death)
- 12. El Péndulo de la Muerte (Wheel Of Death)
- 13. Petit-Jaune (Opening)
- 14. Superstar II (Juggling)
- 15. Imposteur (Trasition)
- 16. Prarthana (Balancing On Chairs)
- 17. Don't Be Afraid (Balancing On Chairs)
- 18. Hum Jaisa Na Dekha (TeetBoard)